# GEエンタープライズ・ソリューションズ
GEエンタープライズ・ソリューションズは、米国ゼネラル・エレクトリック社の1部門である。

## 主力企業や子会社等
GEエンタープライズ・ソリューションズには以下の企業が属している。
- GEファナック・インテリジェント・プラットフォームス
- GEセンシング
- GEセキュリティー
- GEデジタルエネルギー